# Jelena Karleuša

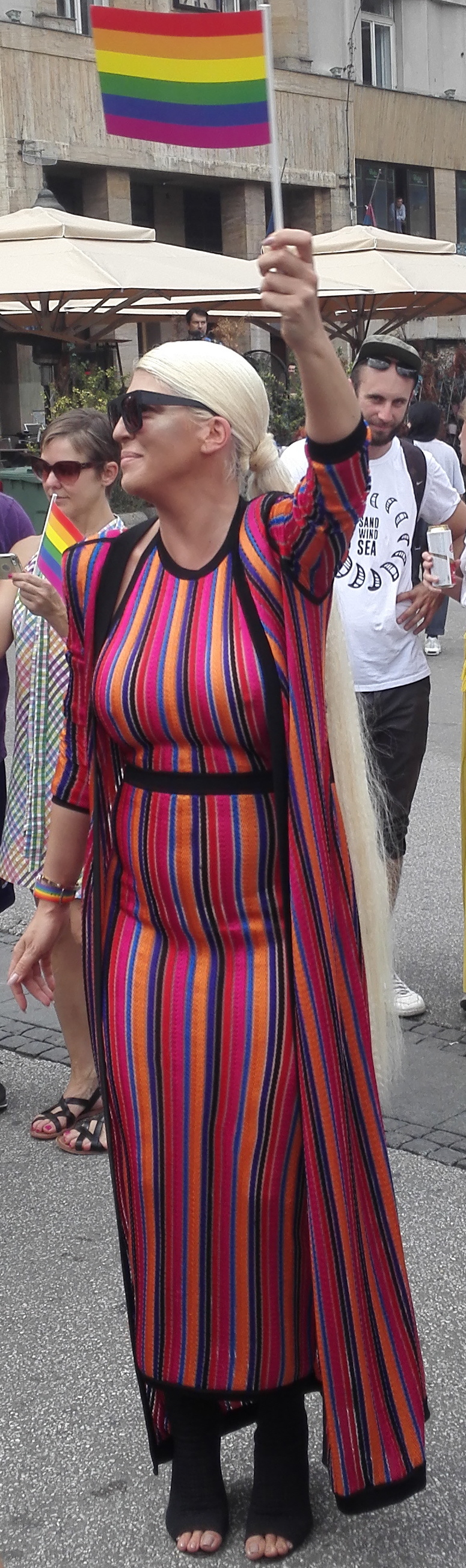
Jelena Karleuša während des CSD 2017 in Belgrad

Jelena Karleuša ehem. Tošić (serbisch-kyrillisch Јелена Карлеуша Тошић, auch als JK bekannt; * 17. August 1978 in Belgrad, SFR Jugoslawien) ist eine serbische Popsängerin mit Einflüssen von Dance, R&B und House sowie Influencerin und Medienpersönlichkeit. Sie ist die Tochter der 2019 verstorbenen Fernsehmoderatorin Divna Karleuša und des Polizeibeamten Dragan Karleuša.
Medien geben Karleuša oft den Beinamen „Madonna des Balkans“ oder „Lady Gaga of Serbia“. Sie selbst bezeichnet sich meist als „Diva“. Karleuša ist für ihren oft wechselnden Modestil und ihr provokatives Auftreten in den Medien und der Öffentlichkeit bekannt.

## Biografie

### Frühe Jahre
Jelena Karleuša wurde am 17. August 1978 in Belgrad, SR Serbien (SFR Jugoslawien), als eheliches Kind von Divna und Dragan Karleuša geboren. Ihre Mutter Divna (* 25. Januar 1958 in Ptuj, Slowenien), war eine bekannte Journalistin und Moderatorin bei Radio Belgrad. Sie übte diese Tätigkeit bis kurz vor ihrem Tod im März 2019 aus. Ihr Vater Dragan Karleuša (* 1. Januar 1947 in Belgrad), der inzwischen pensioniert ist, war Oberhaupt in der Abteilung für Innere Angelegenheiten. Er war insbesondere an den Ermittlungen zum Massaker im Kosovokrieg 1999 und an der Operation Sablja im Jahr 2003 beteiligt. Karleuša hat zwei Halbbrüder, die aus der zweiten Ehe ihres Vaters hervorgingen. Ihre Urgroßmutter mütterlicherseits, Marija von Dajc, war, wie sie in einem Interview sagte, eine Gräfin, die ursprünglich aus Österreich stammte. Nach ihr ist angeblich eine Straße in Graz benannt. Diese Angabe wurde später von österreichischen Medien und der Stadtvermessung von Graz dementiert.
Ihre Mutter Divna war 20 Jahre alt, als Jelena auf die Welt kam. Ihre Eltern ließen sich kurz nach ihrer Geburt scheiden. Sie wuchs danach im Belgrader Stadtteil Fontana, Novi Beograd bei ihrer alleinerziehenden Mutter auf.
Karleuša zeigte schon in sehr jungen Jahren großes Interesse an der Musik und am Singen. Sie verehrte Sängerinnen wie Lepa Brena, die zu ihren großen Vorbildern zählt. Nach ihrem Grundschulabschluss besuchte sie das Gymnasium im Stadtteil Zemun; ihren Abschluss absolvierte Karleuša an der Hochschule für Tourismus in Novi Beograd. Sie selbst bezeichnet sich oft als „schwarzes Schaf“, weil sie die Einzige in ihrer Familie keinen akademischen Abschluss besitzt. Dennoch erlernte sie das Flötenspiel an einer Musikschule und schloss sie mit der Note Sehr gut ab.

### Musikalische Karriere
Mit 16 Jahren nahm Karleuša ihr erstes Album, Ogledalce, für die Plattenfirma Diskos auf. Zu diesem Erfolg trug maßgeblich ihr damaliger Manager Zoran Basanović bei. Ihr zweites Album, Ženite se momci, verkaufte sich mehr als 100.000 Mal. 1997 erschien ihr drittes Album, Vestice vile, bei der Plattenfirma ZAM. An diesem Album arbeitete ihre Mutter Divna mit. Ihr viertes Album, Zovem se Jelena, erreichte eine Verkaufszahl von 250.000.
Anfang des Jahres 2000 änderte Jelena Karleuša ihr Image und ihre Musikrichtung und veröffentlichte ihr fünftes Album bei Grand produkcija. Das Publikum nahm den Imagewandel gut auf. Nach einer kurzen Karrierepause, bedingt durch den Unfalltod ihres Lebensgefährten, veröffentlichte Karleuša 2001 das Album Za svoje godine, das an die Erfolge seiner Vorgänger anknüpfte.
Im selben Jahr wurde die griechische Plattenfirma Heaven durch den Spot Ludaca auf Karleuša aufmerksam. Karleuša unterschrieb einen Vier-Jahres-Vertrag. 2002 erschien unter griechischer Produktion das Album Samo za tvoje oci. BK SOUND brachte es in Serbien auf den Markt.
2004 nahm Karleuša am Beovizija-Festival teil, landete jedoch auf einem der hinteren Plätze und schied nach der ersten Instanz aus.
Im Jahre 2005 erschien ihr achtes Album unter dem Namen Magija in Zusammenarbeit mit BK SOUND und Atelje Trag. Aus dem Album resultierten Hits wie Slatka Mala und Upravo Ostavjlena, für die sie auch provokante Videos aufnahm. Besonders das Video zu Upravo Ostavljena wurde in den serbischen Medien heiß diskutiert, da Jelena Karleusa an einem Kreuz wie Jesus hing.
Nach drei Jahren Pause erschien im Jahre 2008 die Single Casino, die das neunte Album, Revoulution, ankündigte. Am 11. Juni 2012 erschien ihr 10. Album, Diva, unter der Produktion von City Records. Das Album Diva war das meistverkaufte Album in Serbien seit 20 Jahren. Jelena Karleusa ist eine der wenigen serbischen Sängerinnen, die es geschafft haben, sich international bekannt zu machen. Im Herbst 2013 war sie auch im amerikanischen wmagazine zu sehen.
Mitte der 1990er Jahre wurde Karleuša in ihrem Heimatland Serbien und darüber hinaus bekannt. Sie etablierte sich in den Folgejahren zu einer erfolgreichen Solointerpretin und veröffentlichte zahlreiche Alben, darunter Ogledalce (1995), Samo za tvoje oči (2002), Magija (2005), JK Revolution (2008) und Diva aus dem Jahr 2012. Ihre beiden Headline-Konzerte All About Diva und Viva la Diva Show, die 2010 und 2013 in ihrer Heimatstadt Belgrad ausgetragen wurden, zogen ein breites Publikum an und waren überwiegend ausverkauft. Von 2015 bis 2021 fungierte Karleuša als Mentorin in der beliebten Castingshow Zvezde Granda.
Mitte 2013 hielt Jelena Karleusa auf Usce in Belgrad ein spektakuläres Konzert mit mehr als 45 Tausend Besuchern.
Jelena Karleusa verkauft seit 20 Jahren die meisten Alben in Osteuropa und zählt somit zu den erfolgreichsten Sängerinnen am Balkan.

## Privates Leben
Von 1999 bis 2000 war Karleuša mit Zoran Davidović alias Ćanda liiert. Davidović wurde am 23. März 2000 an einer Raststätte am Abzweig Zagreb-Belgrad von zwei Unbekannten aus einem vorbeifahrenden Audi A8 erschossen. Sein Begleiter und Freund Ivan Stojanović, der mit im Wagen saß, kam ebenfalls ums Leben. Beide Männer befanden sich auf der Rückfahrt von Novi Sad nach Belgrad, wo sie an einer Beerdigung teilgenommen hatten.
Anfang des Jahres 2004 lernte Karleuša den Erben des Karić-Wirtschaftskonglomerats Bojan Karić kennen, den sie am 23. September heiratete. Die Ehe wurde bereits nach sechs Monaten geschieden, nachdem Karleuša ihren Ehemann mit einem seiner Leibwächter betrogen hatte. Daraufhin reichte Bojan Karić im März 2005 die Scheidung ein.
Am 28. Juni 2008 heiratete sie in Belgrad den sieben Jahre jüngeren Fußballspieler Duško Tošić, den sie zwei Jahre zuvor im Juni 2006 kennengelernt hatte.
Noch im Jahr der Eheschließung kam am 7. September 2008 ihre erste Tochter zur Welt. Das zweite Kind, ebenfalls eine Tochter, wurde ein Jahr später am selben Tag geboren. Karleuša und Tošić wurden 2024 geschieden.

## Kontroversen
Aufsehen in den Medien und der Öffentlichkeit erregt Jelena Karleuša häufig durch negative kontroverse Aussagen und Auftritte, die unterschiedlich aufgenommen werden. Ihre Ansichten über politische und gesellschaftliche Themen stehen häufig in der Kritik.

### Kritik an Zvezde Granda-Sänger Sadik Hasanović
In der letzten Staffel der Castingshow Zvezde Granda trat der Sänger Sadik Hasanović auf, der Mitglied der bosnischen Band Sateliti ist. Jelena Karleuša, von 2015 bis 2021 Jurymitglied der Show, fungierte als Mentorin der Teilnehmer zwischen 20 und 30 Jahren; so auch für Hasanović. Ende der 1990er Jahre nahm Sadik Hasanović im Alter von 13 Jahren gemeinsam mit seiner Gruppe in einem Studio in Belgrad Lieder auf. Einige der Stücke behandeln nationalistische politische Themen; u. a. den Angriff auf Kravica sowie das Massaker von Srebrenica. Im Lied
Oj Nasere, Srebrenički sine (deutsch „Oh Naser, Sohn von Srebrenica“) singt Hasanović über Naser Orić, Kommandeur der ARBiH, der u.a für das Massaker in Kravica und zahlreiche andere Kriegsverbrechen verantwortlich war. Nachdem dieser Vorfall am Ende der 14. Staffel bekannt wurde, erregte er in den serbischen Medien großes öffentliches Aufsehen. Hasanović erhielt daraufhin zahlreiche negative Kommentare und Hassbotschaften; einige Medien warfen dem Sänger Gewaltverherrlichung vor. Die serbische Regierung verbot dem Sänger die Einreise. Auch Karleuša äußerte sich zu dem Vorfall; sie unterstützte Hasanović und kritisierte Medien, Politiker und Personen des öffentlichen Lebens streng:

“Vidim, digla se frka oko ovog malog Sadika - mediji, narod, itd. I stvarno, klinac koji peva o ubijanju i slika se sa ubicama treba da podnese packu jer mora da shvati grešku. Veličati ubice je katastrofa pogotovo što je neko klincu objasnio da u tome nema ničeg pogrešnog! Ali bih molila srpske medije da ne talasaju previše, pogotovo ne javne ličnosti, koje ovde pevaju pesme o Mladiću, a  ovamo tobož osuđuju ovog klinca. Znači naš kad ubija onda je to okej, onda je heroj, branilac i okej je pevati pesme o njegovim krvavim podvizima, a njihov kad ubija je zločinac strašno je slikati se i pevati mu? Je l'? […] S*** mi se od vaše mržnje, od vaših ratova, od vaših Mladića i Nasera!!! Aman bre, dokle? 2021. je bre! Ne trujte nevinu decu koja nisu zaslužila da budu zatrovana mržnjom! Ovde bre imate pevačice koje svojim unucima daju ime ratnih zločinaca i za prvi rođendan im pevaju o Mladiću! I ko je osudio? Niko! - nastavila je. […] Ovaj Sadik nikoga nije ubio i sigurna sam da neće. Sigurna sam da svoje greške ponoviti neće jer je dobio žestoku packu! Ali vi narode? Dokle, bre, vaša mržnja?!  Ja sam ovom zemljom, ovim prostorima, ovom mržnjom, duboko razočarana! J**** vas sve zajedno ratni zločinci svih nacionalnosti! Eto to vam ja želim! I ne trujte više decu! P**** vam materina! Dabogda sva deca sa Balkana pobegla daleko odavde, da ne slušaju više o ratu!”

„Wie ich sehen kann, ist Sadik überall viral geworden. Ein Kind, das über die Ermordung der serbischen Bevölkerung singt und sich mit dem Mörder fotografiert, soll ihm künftig eine Lehre sein. Dass es nicht ‚schlimm’ ist, Mörder eines Kinds zu verherrlichen, ist einfach schrecklich. Jedoch möchte ich die serbischen Medien bitten, diese Menschen nicht zu viel zu kritisieren, denn es gibt auch andere Menschen, die über Ratko Mladić singen. Das heißt, wenn einer von unseren Kommandeuren tötet, ist es in Ordnung, denn dann ist er ein Held und ein Verteidiger. Außerdem ist es dann auch in Ordnung, über seine blutigen Heldentaten zu singen. Wenn aber die anderen jemanden töten, dann ist er ein Mörder und es ist schlimm, sich mit so einem Menschen zu fotografieren oder über diesen zu singen. Ach, ist das so?! […] Es tut mir leid für euren Hass, für eure Kriege, für euren Mladić und Naser!!! Oh Mann, wie lange noch? Wir haben das Jahr 2021, es ist vorbei! Vergiftet keine unschuldigen Kinder, die es nicht verdient haben, selbst mit Hass vergiftet zu werden! Es gibt Sänger, die ihre Enkeln nach Kriegsverbrechern benennen und zum ersten Geburtstag von Mladić singen! Und wer hat verurteilt? Niemand! […] Dieser Sadik hat sicherlich niemanden getötet und ich bin mir sicher, dass er das auch nicht tun wird. Ich bin sicher, er wird seine Fehler nicht wiederholen, denn er hat ein wildes Rudel! Aber was ist mit euch? Wie lang ist euer Hass?! Ich bin zutiefst enttäuscht von diesem Land, dieser Gegend, diesem Hass! J**** euch alle zusammen Kriegsverbrecher aller Nationalitäten! Das ist, was ich für euch will! Und vergifte keine Kinder mehr! Zum Teufel mit euch! Mögen alle eure Kinder vom Balkan fliehen, damit sie nichts mehr vom Krieg hören!“

Sadik Hasanović selbst entschuldigte sich später und sagte, er habe nicht gewusst, dass dies Hassbotschaften waren:

“Umesto najlepših dana zbog finala Zvezda Granda, i uspeha koji sam doživeo u takmičenju, ja preživljam najgore dane u svom životu. Kada sam zapevao spornu pesmu, imao sam samo 12, 13 godina, nisam razmišljao da ona nosi poruku mržnje prema ikome. Bio sam klinac. Volim svoju zemlju, ali volim i Srbiju. U Beogradu sam proveo najlepše trenutke, moj cilj je da ljude činim srećnim, nikako suprotno, i zato se izvinjavam svima, ako sam nekoga povredio ili učinio da se oseća loše”

„Anstatt der besten Tage durch das Finale von Zvezda Granda und dem Erfolg, den ich im Wettbewerb erleben durfte, erlebe ich gerade die schlimmsten Tage meines Lebens. Als ich das umstrittene Lied sang, war ich erst 12/13 Jahre alt; ich habe nicht gewusst, dass es eine Botschaft des Hasses gegen jemanden darstellt. Ich war ein Kind. Ich liebe mein Land, ich liebe Serbien. Ich habe die schönsten Momente in Belgrad verbracht, mein Ziel ist es, Menschen glücklich zu machen, nicht das Gegenteil, und deshalb entschuldige ich mich bei allen, wenn ich jemanden verletzt oder ihm ein schlechtes Gewissen gemacht habe.“

### Klage gegen Svetlana Ražnatović
2010 wurde Karleuša von der serbischen Turbo-Folk-Sängerin Svetlana „Ceca“ Ražnatović aufgrund von Rufschädigung und Persönlichkeitsverletzung verklagt, nachdem Karleuša in einem Brief, der über die Plattform Facebook veröffentlicht wurde, ihren Namen genannt hatte.
Darin warf die Sängerin Ražnatović vor, an der Ermordung von Zoran Davidović im Jahr 1999 beteiligt gewesen zu sein. Davidović, ein ehemaliger Bekannter von Karleuša, stand in früherer Zeit mit Gewaltverbrechen in Verbindung.
Daneben beschuldigte Karleuša die Sängerin, sie habe enge Beziehungen zu den Oberhäuptern des berüchtigten Zemun-Klans, der ebenfalls in Verbindung mit organisierter Kriminalität (darunter Drogen- und Waffenhandel, Diebstahl, Betrug, Entführung und auch Mord) steht. Auch behauptete sie, Ražnatović wurde nach dem Tod ihres Ehemannes Željko Ražnatović, der während der Jugoslawienkriege als Anführer der serbischen Freiwilligengarde diente, an deren Spitze ernannt. Zudem kursierten Gerüchte, dass Ceca über ihre Verwandtschaft diverse Artikel in den Medien und der Öffentlichkeit bestellt habe, um Karleuša selbst schlecht darzustellen.
Im folgenden Gerichtsverfahren im Februar 2017 forderte Svetlana Ražnatović einen Strafbefehl gegen Karleuša. Die Geldstrafe betrug 76.470 Dinar (umgerechnet 650 €) und diente zur Deckung der Gerichtskosten von Ražnatović. Die Kosten der Verhandlung wurden mit 105.882 Dinar (900 €) angegeben.

### Skandal um Ognjen Vranješ
Im Januar 2019 tauchten intime unzensierte Bilder und ein Video von Karleuša in den sozialen Medien auf. Die Fotos zeigen die Sängerin unbekleidet und während der Selbstbefriedigung. Daraufhin begannen diverse serbische Zeitschriften über eine Affäre zwischen ihr und dem bosnischen Fußballspieler Ognjen Vranješ zu spekulieren, die sie zuvor entschieden dementiert hatte. Die Bilder erschienen schließlich auf den Titelseiten bekannter Boulevardzeitschriften, was landesweit einen großen Skandal auslöste.
Am 14. Januar erklärte Karleuša den Medien, dass ein Großteil der Fotos bearbeitet worden seien, während die restlichen Bilder von ihrem Handy entfernt worden seien. Vranješ selbst gestand später die Affäre mit Karleuša auf Instagram und richtete sich mit einem öffentlichen Brief an die Sängerin. Auch der Ehemann von Karleuša, Duško Tošić, äußerte sich über den Vorfall.
Experten des Press Advise verurteilten die Boulevardpresse und warfen ihr vor, gegen den Kodex des serbischen Journalismus verstoßen zu haben. Zudem machten sie sie für den Niedergang der Medienszene in Serbien in den letzten Jahre verantwortlich. Der Staatssekretär des Ministeriums für Kultur und Informationen, Aleksandar Gajović, verurteilte am 16. Januar die serbischen Zeitschriften Kurir, Informer, Alo! und Srpski telegraf. Diese sollen explizierte unzensierte Bilder auf deren Titelseiten veröffentlicht haben.
Jelena Karleuša leitete rechtliche Schritte gegen Vranješ ein. So soll sie 140 Strafanzeigen gegen ihn und zahlreiche Zeitschriften erstattet haben. Karleuša warf den Medien organisierte und kontrollierte Diffamierung, Fotomontage und Angriffe auf die persönliche Würde, ihren Ruf und auf ihre Familienehre vor. Sie erklärte, dass alle Einnahmen, die aus dem Gerichtsverfahren stammen, für wohltätige Zwecke verwendet werden sollen.

## Diskografie

### Alben
- 1995: Ogledalce
- 1996: Ženite se momci
- 1997: Veštice, vile
- 1998: Jelena Karleuša
- 1999: Gili, gili
- 2001: Za svoje godine
- 2002: Samo za tvoje oči
- 2005: Magija
- 2008: JK Revolution
- 2012: Diva
- 2023: Alpha
- 2023: Omega

### Kompilationsalben
- 1999: Zovem se Jelena, Jelena
- 2009: The Diamond Collection
- 2018: The Best of Collection

### Livealben
- 2010: All About Diva
- 2020: Unplugged

### Singles (Auswahl)
| - 1998: Žene Vole Dijamante (Original: Tarkan – Şımarık) - 1998: Jelena (Original: Tarkan – Şıkıdım) - 2000: Preživeću (feat. Dejan Milićević) - 2002: Pazi Se (Original: Despina Vandi – A Pa Pa) - 2004: Ne smem da se zalijubim u tebe (feat. Saša Matić) - 2005: Nisi u pravu (Original: Sotis Volanis – Poso Mou Leipei) - 2005: Slatka Mala - 2007: Casino - 2007: Tihi ubica - 2009: Insomnia (feat. Mirza Hamzić) - 2011: Plava Šeherezada (Nova Religjia) | - 2011: Muškarac koji mrzi žene - 2012: Krimi Rad (feat. Teca) - 2013: Ferrari (feat. Teča & Nesh) - 2017: Bankina (feat. Aca Lukas) - 2017: Ostavljam te (feat. Azis) - 2018: Marihuana (feat. Miligram & Surreal) - 2019: LaJK (feat. Gazda Paja) - 2023: Mashallah (feat. Milica Pavlović) - 2023: KarlyB*tch - 2023: Nepogrešivo (mit Devito) - 2023: Abu Dhabi |

## Konzerte
- 2010: All About Diva
- 2013: Viva la Diva Show
- 2020: Jelena Karleuša - Exclusive Event on YouBox

## Auszeichnungen und Nominierungen
Gewonnen
Oskar Popularnosti
- 1999: Album of the Year für Gili, gili
- 2001: Performer of the Year
- 2004: Female Performer of the Year
- 2005: Album of the Year für Magija
- 2008: Album of the Year für JK Revolution

Music Awards Ceremony
- 2019: Collaboration of the Year für Bankina (ft. Aca Lukas)
- 2020: Trap Collaboration of the Year für LaJK (ft. Gazda Paja)

Nominiert
GayEcho Award
- 2010: Gay Icon

Oskar Popularnosti
- 2011: Female Folk Singer of the Year